# وينديل بي. جونز
وينديل بي. جونز هو سياسي كندي، ولد في 25 نوفمبر 1866، وتوفي في 29 سبتمبر 1944. انتخب عضو الجمعية التشريعية لنيو برونزويك ‏.